# Эскимосская литература
Эскимосская литература — литература малочисленной азиатской народности эскимосов. Письменность у эскимосов появилась после Октябрьской революции.
Первыми эскимосскими произведениями литературы стали рассказы охотника Айвангу. В 1961 году они были переведены на русский язык и опубликованы под названием «От Москвы до тайги одна ночевка».

## Поэзия
Поэзия занимает особое место в эскимоской литературе. В число наиболее известных поэтов и поэтесс входят Александра Парина, Таисия Гухувье и Юрий Анко. Анко — единственный эскимосский поэт, чьи произведения перевели на русский, чукотский и некоторые другие языки. При его жизни была опубликована книга детских стихов «Малыши». Посмертно произведения Анко опубликовали в 1970 году в сборнике «Эскимосские этюды».